# Liste des lieux patrimoniaux du Nouveau-Brunswick
La liste des lieux patrimoniaux du Nouveau-Brunswick recense les lieux patrimoniaux contenus dans le Répertoire des lieux patrimoniaux du Canada (RCLP), qu'ils soient classés au niveau local, provincial, territorial ou national. Pour plus de commodité, la liste est divisée par comtés ou municipalités locales. Étant donné qu'il existe plusieurs milliers de lieux patrimoniaux au Nouveau-Brunswick, ceci est un choix rédactionnel et non pas officiel.

## Listes
- Albert
- Carleton
- Charlotte
- Gloucester
- Kent
- Kings
- Madawaska
- Northumberland
- Queens
- Restigouche
- Saint-Jean (comté)
  - Saint-Jean (ville)
    - Trinity Royal (Saint-Jean)
- Sunbury
- Victoria
- Westmorland
- York
  - Fredericton